# Чульман (смт)
Чульман — селище міського типу в Нерюнгринському районі Якутії. Розташоване на річці Чульман за 30 км на північ від Нерюнгрі. Через селище проходить АЯМ. Є Чульманський аеропорт. Розробки кам'яного вугілля, граніту і коштовного каміння. У селищі є ТЕС.
1940-1950-і роки в селищі розташовувався один з таборів ГУЛАГу.

## Клімат
Селище знаходиться у зоні, котра характеризується континентальним субарктичним кліматом. Найтепліший місяць — липень із середньою температурою 15.9 °C (60.7 °F). Найхолодніший місяць — січень, із середньою температурою -33.3 °С (-28 °F).
| Клімат Чульмана         | Клімат Чульмана | Клімат Чульмана | Клімат Чульмана | Клімат Чульмана | Клімат Чульмана | Клімат Чульмана | Клімат Чульмана | Клімат Чульмана | Клімат Чульмана | Клімат Чульмана | Клімат Чульмана | Клімат Чульмана | Клімат Чульмана |
| Показник                | Січ.            | Лют.            | Бер.            | Квіт.           | Трав.           | Черв.           | Лип.            | Серп.           | Вер.            | Жовт.           | Лист.           | Груд.           | Рік             |
| Абсолютний максимум, °C | −5,6            | −1,2            | 7,4             | 17,6            | 28,1            | 34,6            | 34,8            | 32,5            | 26,3            | 17,7            | 4,6             | −1,8            | 34,8            |
| Середній максимум, °C   | −26,7           | −20,6           | −10,6           | −0,1            | 9,8             | 19,5            | 21,8            | 18,8            | 9,3             | −3              | −17,5           | −26,3           | −2,1            |
| Середня температура, °C | −33,4           | −28,5           | −17,8           | −6              | 4,1             | 12,7            | 16              | 12,8            | 4,5             | −7,3            | −22,8           | −30,6           | −8              |
| Середній мінімум, °C    | −33,8           | −29,2           | −21,2           | −9,7            | −0,4            | 7,7             | 10,9            | 7,9             | 0,2             | −10,9           | −24,7           | −33             | −11,4           |
| Абсолютний мінімум, °C  | −61             | −56,9           | −49,8           | −37             | −21,6           | −6,4            | −3,7            | −8              | −19,2           | −38,7           | −50,8           | −57,9           | −61             |
| Норма опадів, мм        | 15.2            | 11.3            | 14.6            | 28.9            | 51.6            | 89.1            | 106.1           | 94.5            | 73.5            | 46.4            | 25.9            | 17.3            | 574.4           |
| Днів з дощем            | 0               | 0               | 0,1             | 4               | 16              | 19              | 19              | 19              | 18              | 5               | 0,1             | 0               | 100             |
| Днів зі снігом          | 26              | 24              | 19              | 18              | 12              | 1               | 0               | 0,4             | 10              | 25              | 26              | 27              | 188             |
| Вологість повітря, %    | 82              | 79              | 70              | 63              | 61              | 61              | 71              | 74              | 75              | 77              | 83              | 82              | 73              |
| ----------------------- | --------------- | --------------- | --------------- | --------------- | --------------- | --------------- | --------------- | --------------- | --------------- | --------------- | --------------- | --------------- | --------------- |
| Джерело: Weatherbase    |                 |                 |                 |                 |                 |                 |                 |                 |                 |                 |                 |                 |                 |

## Дивись також
- Чульман (роз'їзд)